# 旭村 (神奈川県中郡)
旭村（あさひむら）は、神奈川県中郡に存在した村。

## 地理
中郡の南部、平塚市の北西に位置した。相模平野の中央、花水川西岸の平野を占めた。村内には河内川が流れる。
南に接する大磯町とは泡垂山などによって隔てられる。

## 歴史
1889年（明治22年）の町村制施行時、後の旭村域の北部に大住郡小中村、南部に淘綾郡山背村が成立した。1896年には大住郡と淘綾郡が合併していずれも中郡の所属となった。
1893年には両村の組合立で小中村大字公所に高等公所小学校を設置した。1901年に両村の尋常小学校2校と高等公所小学校を統合して組合立の尋常高等小学校を設立し、名称を尋常高等旭小学校とした。「旭」は両村合わせて九つの大字があることに、朝日や旭日昇天の意味を掛け合わせて名付けられた。1909年（明治42年）に小中村と山背村が合併し、小学校名と同じ旭を村名とした。

### 行政区画の変遷
- 1909年（明治42年）4月1日 - 小中村、山背村が合併して旭村となる[4]。
- 1954年（昭和29年）7月15日 - 旭村が平塚市に編入される[5]。

## 産業
1937年時点では、村内はだいたい畑地であり、麦・甘藷・馬鈴薯・豆類等の産があった。また養蚕が盛んに行われていた。